# Hydroxyde de cuivre(I)
Pour les articles homonymes, voir Hydroxyde de cuivre.
L'hydroxyde de cuivre(I) ou hydroxyde cuivreux est l'hydroxyde du cuivre de formule Cu(OH).